# 在日韓国人スパイ事件
在日韓国人スパイ事件（ざいにちかんこくじんスパイじけん）は、1975年に韓国（大韓民国）で摘発された北朝鮮（朝鮮民主主義人民共和国）によるスパイ事件

## 概要
金達男をはじめとする在日韓国人が、北朝鮮当局の指令により、7年間にわたり韓国国内の学園紛争を扇動し、野党政治家も抱き込んで政府転覆を企図した事件である。韓国当局は1975年2月、金達男ら8名を逮捕した。
なお、この年の前年（1974年）6月28日には学園浸透朝鮮総連スパイ事件が起こっており、在日本朝鮮人総聯合会（朝鮮総連）の指示により、ソウル大学の学生として学生デモを操り、統一戦線形成を企図した金勝孝が逮捕された。また、1974年11月5日には日本拠点スパイ事件が起こり、日本を拠点として韓国の政治、社会、学校、軍需産業分野に企図したものとして、主犯の在日本大韓民国居留民団副団長の陳斗炫が逮捕された。

## 背景
1975年には、4月26日に日本帰化韓国人スパイ事件が起こり、伊東玄太郎ら6人が逮捕され、11月22日には学園浸透スパイ団事件が起こっている。
北朝鮮は1960年代、武装ゲリラの韓国侵入をさかんに試みたがいずれも失敗し、1969年に地下組織構築を目的にした日本経由の合法的潜入へと戦略転換したことがスパイ事件多発の背景となっている。一方、当時の韓国政府は民主化要求が高まるたびに「スパイ組織摘発」を発表し、北の脅威を強調する傾向にあった。留学生らを中心にした在日韓国人や渡日経験者が容疑者になった「日本経由スパイ事件」の摘発は、1970年から1989年までの間、321名にのぼっており、1950年からの1969年までの間の3倍強に急増した。